# Patrick Marcel
 (décembre 2011).
Patrick Marcel, né en 1956 à Bordeaux, est un traducteur ayant traduit depuis l'anglais des œuvres de George R. R. Martin, Mary Gentle, Alfred Bester, Neil Gaiman ou Alan Moore. Il est également dessinateur à ses heures et passionné des littératures de genre et des narrations graphiques. Il est l'auteur de plusieurs essais sur des sujets d'imaginaire populaire contemporain.

## Œuvres

### Essais
- Code Quantum, itinéraire d'un ange gardien, DLM, coll. « Le Guide du Téléfan », 1994
- Dream On, le dernier désordre amoureux, DLM, coll. « Le Guide du Téléfan », 1997
- Atlas des brumes et des ombres, Gallimard, coll. « Folio SF », 2002
- Les Nombreuses Vies de Cthulhu, Les moutons électriques, coll. « Bibliothèque rouge », 2009
- Monty Python ! Petit précis d'iconoclasme, Les moutons électriques, coll. « Bibliothèque des miroirs », 2011

### Bande dessinée
- Baragrine : le cinquième coin du monde (avec Jean-Daniel Brèque), éditions Francis Valéry, 1982

### Prix
Il a reçu par deux fois le grand prix de l'Imaginaire dans la catégorie « traduction ».
- 2006 : prix Jacques Chambon de la traduction pour Le Livre de Cendres
- 2017 : prix Jacques Chambon de la traduction pour Les Chroniques du Radch